# Zamek Funai
Zamek Funai (jap. 府内城 Funai-jō) znany także jako zamek Ōita (jap. 大分城 Ōita-jō) – zamek w Japonii, w miejscowości Ōita, w prefekturze Ōita. 

## Historia
Budowa zamku została zamówiona przez Hideyoshiego Toyotomi w 1597 roku, a jego budowa rozpoczęła się w 1599 roku. 
W 1794 roku większa część zamku została zniszczona przez pożar. Zamek uległ dalszej destrukcji w 1945 roku na skutek bombardowań podczas II wojny światowej. Odbudowany współcześnie, z dawnej zabudowy zachowała się wyłącznie fosa i część murów.